# Glenn
Glenn ist im englischen Sprachraum ein überwiegend männlicher Vorname sowie ein Familienname. Der Vorname tritt auch in der Variante Glen auf.

## Herkunft und Bedeutung
Der Name entspricht einem schottischen Familiennamen, der vom gälischen Wort
gleann für Tal abgeleitet wurde. Glenn bzw. Glen ist also „der Mann / die Frau aus dem Tal“.

## Namensträger

### Vorname

#### Glen
- Glen Akama-Eseme (* 1987), kamerunischer Fußballspieler
- Glen Campbell (1936–2017), US-amerikanischer Country-Sänger und Gitarrist
- Glen Chorny (* 1985), kanadischer Pokerspieler
- Glen de Vries (1972–2021), US-amerikanischer Unternehmer und Weltraumtourist
- Glen Glenn (1934–2022), US-amerikanischer Rockabilly-Sänger
- Glen Kamara (* 1995), finnischer Fußballspieler
- Glen Kidston (1899–1931), englischer Automobilrennfahrer
- Glen MacWilliams (1898–1984), US-amerikanischer Kameramann
- Glen Vella (* 1984), maltesischer Sänger

#### Glenn
- Glenn Beck (* 1964), US-amerikanischer Talkradio- und Fernsehmoderator
- Glenn Close (* 1947), US-amerikanische Schauspielerin
- Glenn Curtiss (1878–1930), US-amerikanischer Rennfahrer, Luftfahrtpionier, Pilot und Unternehmer
- Glenn Danzig (* 1955), US-amerikanischer Rockmusiker
- Glenn Davis (1924–2005), US-amerikanischer Footballspieler
- Glenn Davis (1934–2009), US-amerikanischer Leichtathlet
- Glenn Ford (1916–2006), US-amerikanischer Schauspieler
- Glenn Frey (1948–2016), US-amerikanischer Rockmusiker
- Glenn Gould (1932–1982), kanadischer Pianist
- Glenn Hall (* 1931), kanadischer Eishockeytorwart
- Glenn Hoddle (* 1957), englischer Fußballspieler und -trainer
- Glenn Hughes (* 1951), britischer Rockmusiker
- Glenn Hysén  (* 1959), schwedischer Fußballspieler
- Glenn Jordan (* 1936), US-amerikanischer Filmregisseur und -produzent
- Glenn Martindahl (* 1957), schwedischer Fußballspieler
- Glenn McConkey (1942–2022), US-amerikanische Skirennläuferin
- Glenn McGrath (* 1970), australischer Cricketspieler
- Glenn McQueen (1960–2002), kanadischer Supervisor
- Glenn Micallef (* 1989), maltesischer Politiker
- Glenn Miller (1904–1944), US-amerikanischer Jazz-Posaunist, Bandleader, Komponist und Arrangeur
- Glenn Murray (* 1983), englischer Fußballspieler
- Glenn Robinson (* 1973), US-amerikanischer Basketballspieler
- Glenn T. Seaborg (1912–1999), US-amerikanischer Chemiker und Atomphysiker
- Glenn Schuurman (* 1991), niederländischer Hockeyspieler
- Glenn Klinton Spilsbury (* 1950), US-amerikanischer Schauspieler
- Glenn Strange (1899–1973), US-amerikanischer Schauspieler, Sänger und Filmkomponist
- Glenn Trebing (* 2000), deutscher Turner

### Familienname
- Aaron Glenn (* 1972), US-amerikanischer American-Football-Spieler und -Trainer
- Alice Glenn (1927–2011), irische Politikerin
- Amber Glenn (* 1999), US-amerikanische Eiskunstläuferin
- Archibald Glenn (1819–1901), US-amerikanischer Politiker
- B. Glenn-Copeland (* 1944), amerikanisch-kanadische Singer-Songwriterin und Filmkomponistin
- Brianna Glenn (* 1980), US-amerikanische Weitspringerin
- Carroll Glenn (1918–1983), US-amerikanische Violinistin
- Christopher Glenn (1938–2006), US-amerikanischer Nachrichtensprecher
- Diana Glenn (* 1974), australische Schauspielerin
- Edwin Forbes Glenn (1857–1926), US-amerikanischer General
- Elias Glenn (1769–1849), US-amerikanischer Jurist
- Evelyn Nakano Glenn (* 1940), US-amerikanische Soziologin und Sozialpsychologin
- Gerald O. Glenn (1953–2020), Geistlicher
- Glen Glenn (1934–2022), US-amerikanischer Rockabilly-Sänger
- Joan Glenn, US-amerikanische Studentin, siehe Girrmann-Gruppe
- John Glenn (Siedler) (1833–1868), irischer Siedler in Kanada
- John Glenn (Baseballspieler, 1850) (1850–1888), US-amerikanischer Politiker
- John Glenn (1921–2016), US-amerikanischer Pilot, Astronaut und Politiker
- John Glenn (Baseballspieler, 1928) (* 1928), US-amerikanischer Politiker
- John Lyles Glenn (1892–1938), US-amerikanischer Jurist
- John Thomas Glenn (1845–1899), US-amerikanischer Politiker, Bürgermeister von Atlanta
- John Patrick Glenn (Drehbuchautor) US-amerikanischer Drehbuchautor, Produzent und Regisseur

- Kimiko Glenn (* 1989), US-amerikanische Schauspielerin
- Lawrence Alexander Glenn (1900–1985), US-amerikanischer Geistlicher, römisch-katholischer Bischof von Crookston
- Lloyd Glenn (1909–1985), US-amerikanischer R&B-Musiker
- Milton W. Glenn (1903–1967), US-amerikanischer Politiker
- Nancy Glenn Griesinger (* 1965), US-amerikanische Mathematikerin und Hochschullehrerin
- Otis F. Glenn (1879–1959), US-amerikanischer Politiker
- Pierre-William Glenn (1943–2024), französischer Kameramann und Regisseur
- Rachel Glenn (* 2002), US-amerikanische Leichtathletin
- Robert Broadnax Glenn (1854–1920), US-amerikanischer Politiker
- Roy Glenn (1914–1971), US-amerikanischer Schauspieler
- Ryan Glenn (* 1980), kanadischer Eishockeyspieler
- Sarah Glenn (* 1999), englische Cricketspielerin
- Scott Glenn (* 1941), US-amerikanischer Schauspieler
- Thomas L. Glenn (1847–1918), US-amerikanischer Politiker
- Tyler Glenn (* 1983), US-amerikanischer Sänger und Musiker
- Tyree Glenn (1912–1974), US-amerikanischer Jazz-Posaunist des Swing
- Tyree Glenn junior (* 1940), US-amerikanischer Musiker und Schauspieler

## Weiteres

### Wissenschaft und Technik
- Glenn Research Center, Forschungseinrichtung der NASA in Cleveland, Ohio
- Glenn-Anastomose, Operationsverfahren der Herzchirurgie
- John and Annie Glenn Museum

### Geografische Objekte
- Glenn Highway, Hauptverkehrsstraße in Alaska
- Glenn County, County im Norden Kaliforniens

### Medien und Kultur
- Die Glenn Miller Story, US-amerikanischer Spielfilm aus dem Jahr 1953
- The John Glenn Story
- The Extra Glenns, US-amerikanisches Musiker-Duo